# Marecchia
Der Marecchia ist ein Fluss mit 70 km Länge in Italien. Er hieß im Altertum Ariminus und gab so der Stadt Rimini seinen Namen.

## Verlauf
Der Fluss entsteht ca. 1 km westlich von Viamaggio (Ortsteil von Pieve Santo Stefano) und ca. 4 km südwestlich von Badia Tedalda in der Provinz Arezzo in der Toskana in den Alpe della Luna bei 1454 Höhenmetern. Ca. 3 km nordöstlich von Badia Tedalda tritt er von der Region Toskana in die der Emilia-Romagna über, wo er zunächst das südwestliche Gemeindegebiet von Casteldelci (Provinz Rimini) durchfließt. Danach durchquert er die toskanischen Exklaven Ca’ Raffaello und Santa Sofia Marecchia (beide Badia Tedalda), an deren nördlichen Ende der Senatello von links zufließt. Wieder in der Provinz Rimini angekommen tritt er in das Gemeindegebiet von Pennabilli ein, wo im Ortsteil Ponte Massa die Massa von rechts eintritt. Nun fließt der Marecchia nach Novafeltria, wobei er am Stadtzentrum ostseitig vorbei und dann durch das westliche Gemeindegebiet (Ortsteile Montefotogno, Pietracuta und Torello) von San Leo zieht. Kurz hinter Torello mündet von rechts der Rio San Marino (auch Torrente San Marino genannt) aus dem ca. 1 km östlich gelegenen San Marino (Ortsteil Acquaviva) ein. Nach Verucchio gelangt er nach Rimini, wo zunächst von rechts die Ausa sich dem Fluss anschließt, und fließt bei Rivabella, einem Ortsteil von Rimini, in das adriatische Meer.

## Ponte d’Augusto

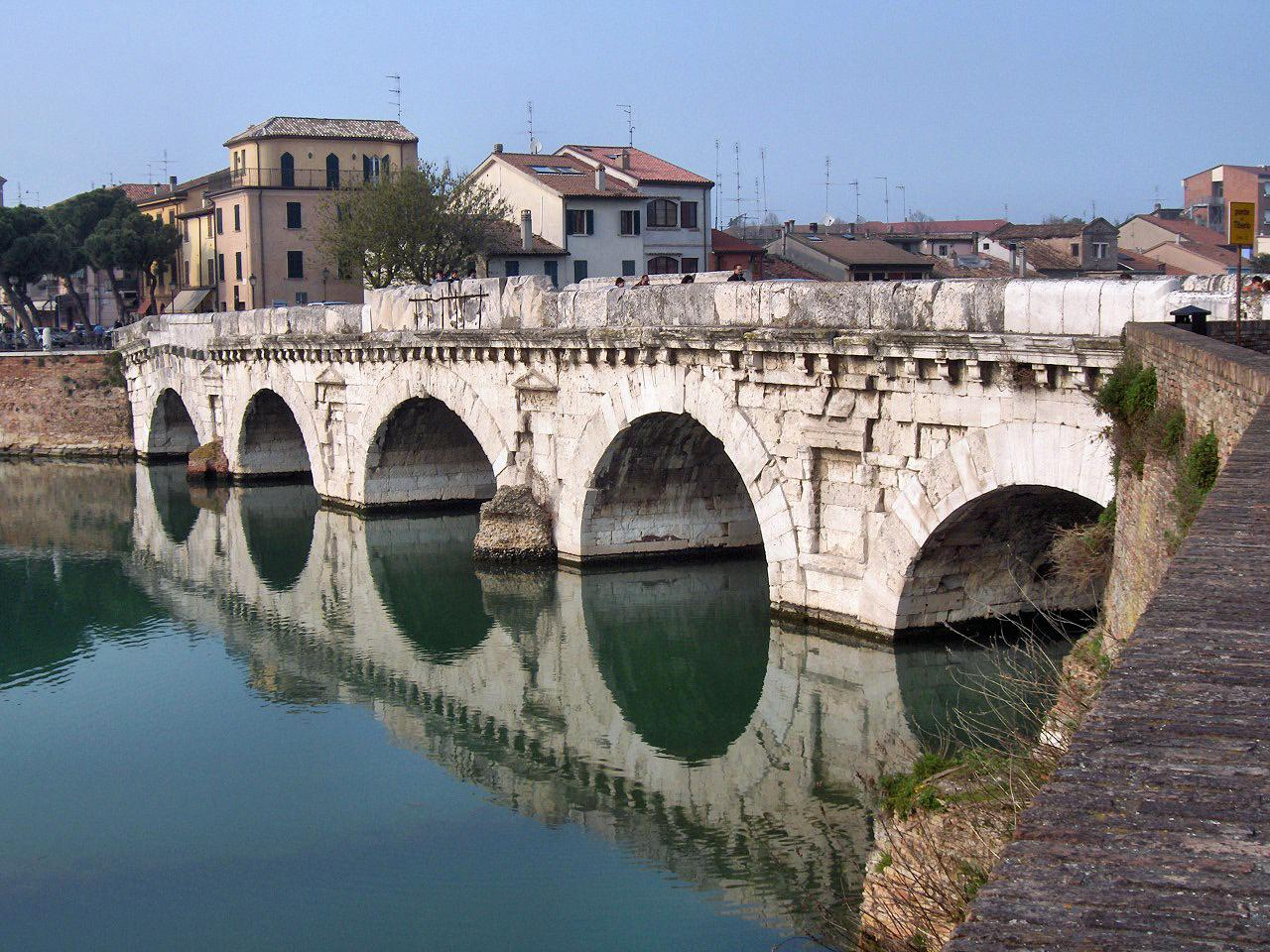
Die Ponte d’Augusto (Ponte di Tiberio) in Rimini

Der Ponte d’Augusto liegt nicht mehr am heutigen Marecchia, sondern an einem älteren Teil des Flusses, der zu römischen Zeiten noch durch das Zentrum von Rimini floss.

## Valmarecchia
Das Marecchiatal erstreckt sich über die Provinzen Rimini (Emilia-Romagna) und Pesaro und Urbino (Region Marken, nur mit der Gemeinde Monte Grimano Terme vertreten) sowie den nordwestlichen Teil von San Marino (Ausatal bei Acquaviva) und die Gemeinde Badia Tedalda in der nordöstlichen Toskana (Provinz Arezzo). Die Gemeinden der Comunità montana Alta Valmarecchia (Casteldelci, Maiolo, Novafeltria, Pennabilli, San Leo, Sant’Agata Feltria und Talamello) traten geschlossen zum 15. August 2009 von der Provinz Pesaro und Urbino (Region Marken) zur Provinz Rimini (Region Emilia-Romagna) über. Die Klage der Region Marken wurde 2010 vom italienischen Verfassungsgericht abgelehnt. Am 16. Juni 2021 wechselten auch Montecopiolo und Sassofeltrio in die Provinz Rimini. Somit liegt der Marecchia und das Marechiatal heute fast vollständig in der südöstlichen Emilia-Romagna.